# Briar (programari)
Briar és una tecnologia de programari en xarxa mallada i de codi obert per a Android, destinada a proporcionar comunicacions d'igual a igual segures i resistents sense servidors centralitzats i amb una dependència mínima de la infraestructura externa. Les connexions i la sincronització de missatges es realitzen a través de Bluetooth, Wifi o Internet a través de Tor i totes les comunicacions privades estan xifrades d'extrem a extrem. El contingut rellevant s'emmagatzema en forma xifrada en els dispositius participants. Els plans a llarg termini per al projecte inclouen "blogs, mapes de crisis i edició de documents en col·laboració". També permet la creació de fòrums públics i grups privats. Incorpora també la lectura de fonts externes mitjançant RSS.
El públic objectiu inicial de Briar inclou "activistes, periodistes i la societat civil". Els seus plans a futur són fer que el sistema sigui "prou simple com per a ajudar a qualsevol a mantenir les seves dades segures". La capacitat de funcionar com una malla en absència d'infraestructura d'Internet també pot fer que el projecte sigui valuós per a les organitzacions d'ajuda i resposta a moments de crisi i desastres naturals; de fet els desenvolupadors estan treballant amb Open Humanitarian Initiative i Taarifa. En última instància, els desenvolupadors pretenen crear un sistema que sigui "tan simple d'usar com WhatsApp, tan segur com PGP, i que funcioni si algú trenca Internet".
El codi font de Briar es publica com a programari lliure i es distribueix sota els termes de la llicència GPLv3. Va ser auditat per Cure53 i elogiat en un informe lliurat el 20 de març de 2017. Es va recomanar que se li realitzi una segona auditoria una vegada que es completi el desenvolupament.
El 21 de gener de 2022 es va publicar la primera versió beta per a Linux.